# RECвізити. Антологія письменницьких голосів
RECвізити. Антологія письменницьких голосів — серія книжок інтерв'ю з українськими письменниками, записаними журналісткою Тетяною Терен. Робота над проєктом розпочалася 2013 року. Загалом у «Видавництві Старого Лева» вийшло три частини антології.

## Мета проєкту

Тетяна Терен під час автограф-сесії на IV Національній (не)конференції EdCamp Ukraine 2018

Проєкт Тетяни Терен «RECвізити. Антологія письменницьких голосів» покликаний зберегти думки, переконання, позиції, оцінки, творчі і життєві правила найзнаковіших сучасних українських письменників. Герої «RECвізитів» відверто і щиро розповідають про своїх батьків, місця народження і сім’ю, згадують учителів і колег, діляться письменницькими секретами, розмірковують про любов, віру і сенс життя. 
Для багатьох письменників інтерв’ю, записані для цієї антології, стали першою спробою щось підсумувати, осмислити, врешті, це можуть бути й чернетки мемуарів, які з’являться згодом. Зустрівшись на сторінках цього двокнижжя, письменники несподівано починають говорити не лише з невидимим уважним інтерв’юером, але й одне з одним. Це проєкт про покоління і ті часто невидимі зв’язки, завдяки яким уможливлюється неперервність літературного процесу. 
Читачем цієї добірки інтерв’ю може стати людина, яка до цього не тримала в руках книг українських авторів або ж мала стереотипне, спотворене школою уявлення про сучасний літпроцес, але так само на сторінках цієї антології знайдуть чимало відкриттів, щирих зізнань, раніше не озвучених тем і не отриманих відповідей і ті, хто уважно стежать за розвитком сучасної української літератури.

## Історія
Проєкт «RECвізити. Антологія письменницьких голосів» розпочався у вересні 2013 року, коли журналістка Тетяна Терен та фотограф Олександр Хоменко записали перше інтерв'ю з письменником Анатолієм Дімаровим.
| | \| Задум цього проєкту виник 2008 року, коли не стало письменника Юрія Покальчука, — пояснює [1] Тетяна Терен. — Тоді, перечитавши і переглянувши десятки його інтерв’ю, я з болем усвідомила, що Пако нікому не розповів про важливі сутнісні речі — про те, у що він вірив, що любив, чого боявся, чого прагнув... Так само я усвідомила, що, попри постійну присутність Покальчука в медіа, жоден із наших телеканалів не записав із ним великої глибокої розмови. \| |
| Задум цього проєкту виник 2008 року, коли не стало письменника Юрія Покальчука, — пояснює Тетяна Терен. — Тоді, перечитавши і переглянувши десятки його інтерв’ю, я з болем усвідомила, що Пако нікому не розповів про важливі сутнісні речі — про те, у що він вірив, що любив, чого боявся, чого прагнув... Так само я усвідомила, що, попри постійну присутність Покальчука в медіа, жоден із наших телеканалів не записав із ним великої глибокої розмови. | |

З 2013 року було записано понад 40 розмов з українськими письменниками. У грудні 2015 року у «Видавництві Старого Лева» вийшли перші дві книги проєкту, у 2017-му – третій том. На 2025 рік заплановано видання четвертого тому «RECвізитів».
Більшість інтерв’ю, які ввійшли до антології, опубліковані вперше. Частина розмов у скороченому вигляді публікувалися на сторінках журналу «Березіль», на сайті «Українська правда. Життя» та газетах «Україна молода» і «Високий замок».
Книги проілюстровані світлинами київського фотографа Олександра Хоменка, зробленими під час самих інтерв’ю.

## Герої
Героями першої частини «RECвізитів» стали письменники Юрій Андрухович, Віра Вовк, Леся Воронина, Василь Голобородько, Лариса Денисенко, Анатолій Дімаров, Іван Дзюба, Іван Драч, Сергій Жадан та Оксана Забужко.
До другої частини проєкту ввійшли розмови з Юрієм Іздриком, Ігорем Калинцем, Маріанною Кіяновською, Іваном Малковичем, Юрієм Мушкетиком, Дмитром Павличком, Галиною Пагутяк, Тарасом Прохаськом, Ірен Роздобудько та Юрієм Щербаком. 
2017 року вийшла друком третя частина антології, до якої ввійшли розмови з письменниками Романом Іваничуком, Володимиром Рутківським, Людмилою Таран, Юрієм Винничуком, Євгенією Кононенко, Василем Герасим'юком, Богданом Жолдаком, Мар'яною Савкою, Наталкою Сняданко та Василем Шкляром.
2018 року розпочалася робота над четвертим томом проєкту, героями якого, зокрема, стануть Наталка Білоцерківець, Валерій Шевчук, Емма Андієвська, Костянтин Москалець, Мирослав Маринович, Олена Стяжкіна та інші.

## Структура
У книжковому варіанті інтерв'ю, записані для проєкту «RECвізити. Антологія письменницьких голосів», не містять запитань журналіста. У передмові до першої частини проєкту авторка так пояснює особливості обраного підходу: 
| | \| Записавши і розшифрувавши кілька розмов, я зрозуміла, що хочу максимально скоротити в них свою присутність. Саме тому в жодному з цих інтерв’ю ви не почуєте моїх запитань, заперечень, уточнень, моєї обізнаності і мого незнання, захоплення і критики. Я свідомо пішла на те, щоби моя роль у цьому проєкті була невидимою, натомість на першому місці опинилися мої герої і їхні живі голоси. \| |
| Записавши і розшифрувавши кілька розмов, я зрозуміла, що хочу максимально скоротити в них свою присутність. Саме тому в жодному з цих інтерв’ю ви не почуєте моїх запитань, заперечень, уточнень, моєї обізнаності і мого незнання, захоплення і критики. Я свідомо пішла на те, щоби моя роль у цьому проєкті була невидимою, натомість на першому місці опинилися мої герої і їхні живі голоси. | |

## Відгуки
Віталій Портников, журналіст
| | \| Хтось із літературних дослідників зауважив, що з плином часу твори, які ми вважаємо хрестоматійними і включаємо до шкільної програми, стають не дуже цікавими для сучасників. І нерідко магнетизм особистості певного автора залишається куди більш важливим, аніж сам текст. І це — один з феноменів літератури і культурного процесу взагалі. Одним вдається залишити після себе вічні тексти. Іншим — вічні образи. І ніхто не скаже вам, що цінніше. Ось чому з письменниками так необхідно розмовляти — щоб і сучасники, і нащадки зрозуміли, що це таке — працювати зі словом у наші непрості часи. Як творець робить вибір на користь слова і як слово робить вибір на користь творця — цей сюжет виявляється найголовнішим у світовій культурі з незапам’ятних часів і ніколи не перестане нас хвилювати... \| |
| Хтось із літературних дослідників зауважив, що з плином часу твори, які ми вважаємо хрестоматійними і включаємо до шкільної програми, стають не дуже цікавими для сучасників. І нерідко магнетизм особистості певного автора залишається куди більш важливим, аніж сам текст. І це — один з феноменів літератури і культурного процесу взагалі. Одним вдається залишити після себе вічні тексти. Іншим — вічні образи. І ніхто не скаже вам, що цінніше. Ось чому з письменниками так необхідно розмовляти — щоб і сучасники, і нащадки зрозуміли, що це таке — працювати зі словом у наші непрості часи. Як творець робить вибір на користь слова і як слово робить вибір на користь творця — цей сюжет виявляється найголовнішим у світовій культурі з незапам’ятних часів і ніколи не перестане нас хвилювати... | |

Віра Агеєва, літературознавиця
| | \| З-поміж інтерв’ю, зібраних у книжці, найцікавіші ті, в яких відчувається безбоязна одвертість і готовність до самоаналізу. А ще — перейнятість долею культури. Цікаві колізії, деталі, секрети поетичної творчості, розповіді про те, з чого ж робляться вірші й хто надиктовує сторінки «десь звідтам», — усе це приверне увагу читачів з найрізноманітнішими горизонтами сподівань. \| |
| З-поміж інтерв’ю, зібраних у книжці, найцікавіші ті, в яких відчувається безбоязна одвертість і готовність до самоаналізу. А ще — перейнятість долею культури. Цікаві колізії, деталі, секрети поетичної творчості, розповіді про те, з чого ж робляться вірші й хто надиктовує сторінки «десь звідтам», — усе це приверне увагу читачів з найрізноманітнішими горизонтами сподівань. | |

## Оцінки
- Людмила Таран. Про що важливо пам’ятати. Проект «RECвізити» підтримує зв’язок поколінь українських письменників. День (газета). Архів оригіналу за 1 липня 2018. Процитовано 12 травня 2018.
- Наталя Терамае. Я почую голос твій... ЛітАкцент. Архів оригіналу за 27 серпня 2016. Процитовано 26 серпня 2016.
- Катерина Толокольникова. #Книжки_для_медійників: серпень. MediaSapiens. Архів оригіналу за 6 серпня 2016. Процитовано 26 серпня 2016.
- Сергій Жадан назвав п'ять українських книг, які варто прочитати. Новое время. Архів оригіналу за 6 серпня 2016. Процитовано 26 серпня 2016.
- Олег Коцарев. RECвізити. Антологія письменницьких голосів. ЛітАкцент. Архів оригіналу за 11 липня 2018. Процитовано 26 серпня 2016.
- Олександр Мельник. Читаючи «RECвізити». 5books. Архів оригіналу за 27 серпня 2016. Процитовано 26 серпня 2016.
- Мар'яна Барабаш. Не за сценарієм і без гриму. Збруч. Архів оригіналу за 11 вересня 2016. Процитовано 26 серпня 2016.
- Микола Петращук. «RECвізити»: відверті розмови з письменниками. Друг читача. Архів оригіналу за 17 вересня 2016. Процитовано 26 серпня 2016.
- Rita Kindlerová. Teren Tetjana, RECvizyty. Antolohija pys’mennyc’kych holosiv. iLiteratura.cz. Архів оригіналу за 15 лютого 2017. Процитовано 15 лютого 2017.

## Відео
- Буктрейлер: «RECвізити Антологія письменницьких голосів»
- RECвізити: Відеоблог «Останньої Барикади»
- Тетяна Терен: «RECвізити» — це зв'язки між сучасними українськими письменниками та їх попередниками, програма «Дух і Літера», UKRLIFE.TV
- Ада Роговцева про антологію письменницьких голосів «RECвізити»